# Komplexe Physikalische Entstauungstherapie
Die Komplexe Physikalische Entstauungstherapie (KPE) ist eine umfassende Therapie zur Behandlung von Lymphödemen, die sich aus vier Komponenten zusammensetzt.

## Methoden

### Manuelle Lymphdrainage
Die Manuelle Lymphdrainage ist eine Massageart, die speziell entwickelt wurde, um die Transportkapazität des Lymphgefäßsystems zu steigern und damit den Abtransport des Ödems zu ermöglichen.

### Kompressionstherapie

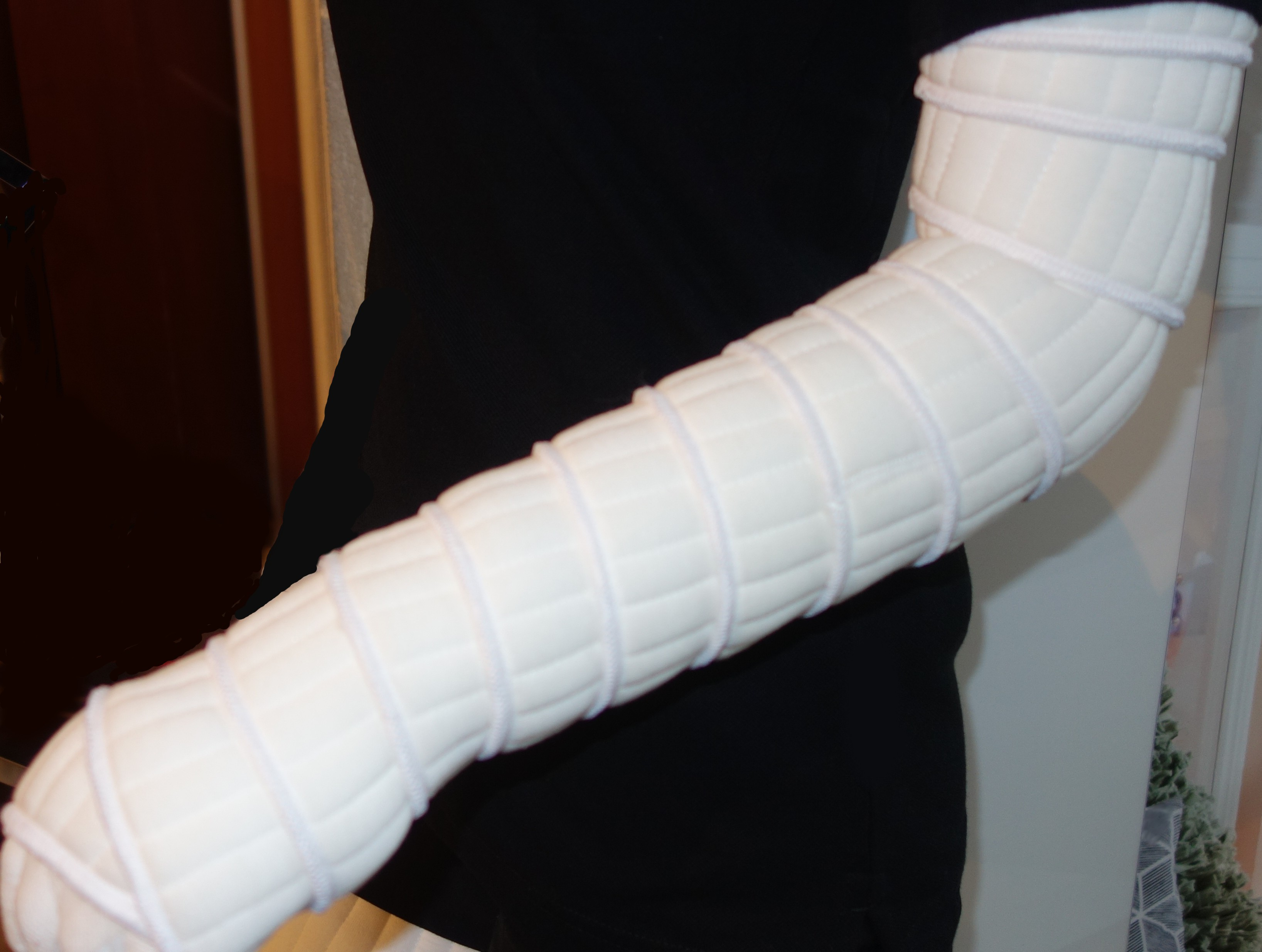
Polsterung des Armes vor Anlage der Kompressionsbinden

Bandagierung (Eigenbandagierung oder Bandagierung durch einen in Komplexer Physikalischer Entstauungstherapie geschulten Therapeuten).
Eine Kompressionsbandage besteht bei der Kompressionstherapie aus:
- Schlauchverband aus Baumwolle (zum Hautschutz)
- Watte oder Schaumstoff zum Unterpolstern (gegen Druckschmerz, zur besseren Verteilung des Drucks)
- Kurzzugbinden
- eventuell einer Langzugbinde zur Fixierung (gegen Verrutschen) der Kurzzugbinden
- einer elastischen Mullbinde von 4 cm Breite (oder einfach gefalteter von 6 cm Breite) zur Bandagierung der Zehen oder der Finger

Im Gegensatz zur Behandlung mit einem Kompressionsstrumpf kann die Bandagierung auch über Nacht belassen werden, falls dies aus therapeutischen Gründen notwendig ist, abhängig von Mitarbeit des Patienten und vom Ausmaß des Lymphödems.
Bei der Anwendung eines Kompressionsstrumpfes muss unbedingt darauf geachtet werden, dass der Kompressionsdruck von Hand oder Fuß her gesehen (distal) zum Herzen hin (proximal) schwächer wird (auch wenn die Füße weniger vom Lymphödem betroffen sind), da es sonst zu einem noch stärkeren Hinausdrücken des Lymphödems an das Extremitätenende kommt.
Das Tragen von medizinischen Kompressionsstrümpfen nach Maß vermindert ebenso die Schwellung und verhindert vor allem die neuerliche Zunahme des Ödems.

### Bewegungsübungen
Durch gezielte Gymnastik kommt es ebenfalls zu einer Steigerung des Lymphtransportes und damit zu einer Abnahme des Ödems.
Schwimmen (hier hilft noch der höhere Druck des Wassers gegenüber jenem der Luft beim Lymphödem), Spazierengehen, Langlaufen oder Nordic Walking sind geeignete Sportarten.

### Hautpflege
Eine tägliche Begutachtung der Haut und bei Bedarf entsprechende Hautpflege stellen einen wichtigen Schutz vor Infektionen dar. Eine häufige Komplikation beim Lymphödem ist das Erysipel, eine Streptokokken-Infektion.

## Alternativen
Alternativen zur Komplexen Physikalischen Entstauungstherapie bestehen derzeit nicht wirklich.
- Der Einsatz sogenannter entwässernder Mittel (Diuretika) ist in aller Regel kontraindiziert, weil diese zwar kurzfristig Wasser entziehen, langfristig jedoch das Gewebe verhärten, da sie das Eiweiß im Gewebe zurücklassen (auch ein Bestandteil des Lymphödems).

Zudem wirkt das zurückgelassene Eiweiß hydrophil („wasserliebend“ oder wasseranziehend) und sorgt langfristig gesehen sogar zur vermehrten Wassereinlagerung
- Versuche mit autologer Transplantation von Lymphgefäßen sind noch am Anfang
- ebenso stecken die Versuche mit gentechnologischer Reproduktion der Lymphgefäße nach Rückschlägen in den Kinderschuhen
- auch im Bereich Medikamentöser Therapie liegen noch nicht ausreichend überzeugende Erfahrungen vor
- operative Methoden sind zwar mancherorts in den USA beliebt, haben aber teilweise zu fürchterlichen Verstümmelungen und massiven Verschlechterungen geführt
- Die Intermittierende pneumatische Kompressionstherapie – auch „Apparative intermittierende Kompressionstherapie“ (AIK) genannt – mit mechanischen Pumpen stellt keinen Ersatz zur Komplexen physikalischen Entstauungstherapie dar, sondern eine Ergänzung.[1] Die IPK sollte mit vorheriger und nachgehender Öffnung der Lymphbahnen durch manuelle Lymphdrainage angewandt werden. Nebenwirkungen sind selten.[2]